# Cabo San Pío
El  cabo San Pío es un cabo ubicado en la Argentina, en la isla Grande de Tierra del Fuego, dentro de la provincia de Tierra del Fuego, Antártida e Islas del Atlántico Sur en 55°03′S 66°31′O / -55.050, -66.517. 
La página web del Instituto Geográfico Nacional le adjudica ser el punto más al sur del territorio emergido argentino con soberanía efectiva; sin embargo, la página web de la Subsecretaría de Catastro de Tierra del Fuego señala que la punta Falsa 55°03′34″S 66°26′29″O / -55.05944, -66.44139 y el islote Blanco 55°03′51″S 66°33′06″O / -55.06417, -66.55167 se hallan aún más al sur que el cabo San Pío.

## Situación geográfica
Está ubicado frente a la isla Nueva, en las costas del Canal Beagle.
Coordenadas.
54°38' a 55°16' S, 66°00' a 67°21' O.
Acceso.
La ruta provincial J llega hasta Estancia Moat, se debe dejar el vehículo ahí y caminar por varias horas para acceder al cabo.

## Características
La costa es acantilada, con bahías de playas angostas. 
La fauna es marina predominantemente, con presencia de pingüinos, cormoranes, lobos marinos, nutrias marinas, toninas. El bosque comienza desde el nivel del mar y llega a los 450 m de altura.
En el cabo se encuentra el Faro Cabo San Pío, instalado el 22 de marzo de 1919.
El nombre de este cabo alude a la corbeta «San Pío» con la cual el teniente de Fragata Juan José de Elizalde y Ustáriz realizó la expedición a las costas orientales de Tierra del Fuego en 1790.
Al este del cabo está la bahía Sloggett, donde el explorador Julio Popper a principios del siglo XX se dedicó a buscar oro.

## Controversia sobre el punto más austral
El Cabo San Pío es definido por la autoridad cartográfica argentina, el Instituto Geográfico Nacional, como el punto más austral del territorio con soberanía no disputada de la Argentina, y también el punto más al sur de la isla Grande de Tierra del Fuego; sin embargo, tanto exploradores aficionados, como la página web de la Subsecretaría de Catastro de Tierra del Fuego, sostienen que la primera condición debe en realidad recaer sobre la punta sur del pequeño islote Blanco, en las coordenadas 55°03′51″S 66°33′06″O / -55.06417, -66.55167, al ubicarse a una latitud claramente mayor. En cuanto a la segunda condición el cabo San Pío tampoco sería punto extremo, pues la punta Falsa se encuentra, según estas fuentes, a unos cientos de metros más hacia el sur que aquel, en las coordenadas de 55°03′34″S 66°26′29″O / -55.05944, -66.44139. Desde esta punta hasta el extremo norte del país, en Jujuy a 21º46' S, (confluencia de los ríos San Juan y Mojinete) hay unos 5800 km.